# Río Marta
El Marta, llamado antiguamente Larthe, es un río italiano que desemboca en el mar Tirreno. Es el único emisario del lago de Bolsena, cerca de Marta. Recorre el Lacio, por la provincia de Viterbo. Pasa por Tuscania y recibe un afluente que procede de los Ciminos. Luego discurre por Tarquinia. 
A lo largo del recorrido del Marta están presentes algunas nacientes termales y, como afluentes, recibe las aguas de los torrentes Catenaccio y Traponzo. El valle que el Marta forma se usó, desde la Prehistoria, como una importante vía de comunicación y de trashumancia. El Marta desemboca en el mar Tirreno, cerca de Lido de Tarquinia, después de un curso de alrededor de 50 km; cerca de la desembocadura se alzaba, antiguamente, el puerto etrusco de Martanum.
En el año 2005 los fondos entre la desembocadura del Torrente Arrone y la desembocadura del río Marta se propusieron como lugar de Importancia Comunitaria con el código IT6000003.